# Bryan Burrough

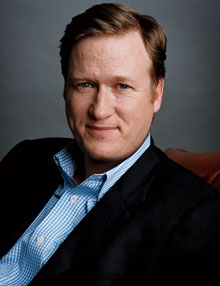
Bryan Burrough in 2004

Bryan Burrough (Temple, 13 augustus 1961) is een Amerikaanse schrijver en journalist.

## Biografie
Bryan Burrough groeide op in Temple in de staat Texas. Hij ging als jongeman naar de Universiteit van Missouri. Hij studeerde journalistiek en studeerde in 1983 af. Zodra hij afgestudeerd was, ging hij aan de slag bij The Wall Street Journal. Tot begin jaren 90 werkte hij in dienst van de bekende krant.
In 1990 schreef hij samen met John Helyar, ook een onderzoeksjournalist, het bekende boek Barbarians at the Gate: The Fall of RJR Nabisco. Het boek werd later door HBO verfilmd voor televisie met o.a. de acteurs James Garner en Jonathan Pryce. Het boek bracht verslag uit van de machtsstrijd die destijds bij RJR Nabisco woedde en wordt beschouwd als een van de beste boeken over de zakenwereld.
In 1992, toen hij The Wall Street Journal verliet, werd Burrough aangenomen bij Vanity Fair. Voor dat tijdschrift reisde hij heel de wereld rond. Ondertussen bleef hij ook zelf boeken schrijven. Zo schreef Burrough onder meer Public Enemies: America’s Greatest Crime Wave and the Birth of the FBI, 1933-34. In dat boek schetste hij een gedetailleerd beeld van de gangsters uit de jaren 30 en het ontstaan van de FBI. Zijn werk werd later verfilmd door Michael Mann. De film, Public Enemies, concentreerde zich wel eerder op het leven van John Dillinger, dan op het ontstaan van de FBI.
Als kenner van de Amerikaanse economie en zakenwereld schreef Burrough ook het scenario voor de film Wall Street 2: Money Never Sleeps. Deze film van Oliver Stone is de opvolger van de film Wall Street uit 1987 en speelt zich af rond het begin van de kredietcrisis in 2007.
Burrough won ook al drie keer een Gerald Loeb Award, een prijs voor financiële journalistiek.

### Boeken
- Barbarians at the Gate: The Fall of RJR Nabisco (1990)
- Vendetta: American Express and the Smearing of Edmond Safra (1992)
- Dragonfly: NASA and the Crisis Aboard Mir (1998)
- Public Enemies: America’s Greatest Crime Wave and the Birth of the FBI, 1933-34 (2004)
- The Big Rich: The Rise and Fall of the Greatest Texas Oil Fortunes (2009)

### Scenario's
- Wall Street 2: Money Never Sleeps (2010)